# By Your Side (Sade)
By Your Side è un singolo del gruppo musicale Sade, pubblicato nell'ottobre 2000 come primo estratto dal quinto album del gruppo Lovers Rock.

## Video musicale
Il video musicale ufficiale di By Your Side è stato diretto da Sophie Muller e girato nell'ottobre 2000 negli Universal Studios di Los Angeles.

## Accoglienza

### Critica
La canzone è stata accolta molto positivamente dalla critica musicale, venendo addirittura definito "uno degli inni più accattivanti all'amore emersi nel XXI secolo finora".
People ha scritto che By Your Side "con il suo spartano arrangiamento, mette a nudo un testo semplice ma toccante e decisamente edificante". Anche Entertainment Weekly ha apprezzato il singolo, notando che dal 1984, "Sade ha fatto carriera cantando odi romantiche intramontabili, e il suo primo singolo dopo otto anni di pausa By Your Side non fa eccezione!".

## Riconoscimenti
La canzone ha ricevuto una nomination ai Grammy Awards 2002 come miglior interpretazione femminile pop nel 2002, perdendo però soltanto dietro al successo I'm Like a Bird di Nelly Furtado.
Nel 2002 By Your Side è stata anche inserita da VH1 nella sua lista delle 100 canzoni d'amore migliori di tutti i tempi.

## Nella cultura di massa
La canzone è stata inserita nell'episodio Strane manie da single della quarta stagione della serie televisiva Sex and the City, trasmesso per la prima volta il 6 gennaio 2002.
Remix di By Your Side sono stati prodotti da Ben Watt e dai The Neptunes, della cui versione è stato realizzato anche un video.
Della canzone inoltre sono state anche registrate due cover dai Beachwood Sparks per l'album del 2001 Once We Were Trees e da The 1975 nel 2017.

## Tracce
1. By Your Side – 4:17
2. By Your Side (The Neptunes Remix) – 3:57
3. By Your Side (Yard Mix 1) – 4:18
4. By Your Side (Reggae Mix 1) – 3:57
5. By Your Side (Video) – 4:27

### Versioni ufficiali
- By Your Side (Album Version) - 4:34
- By Your Side (Radio Edit) – 4:17
- By Your Side (Ben Watt Lazy Dog Remix)
- By Your Side (The Neptunes Remix) – 3:57
- By Your Side (Reggae Mix 1) – 3:57
- By Your Side (Yard Mix 1) – 4:18

## Classifiche
| Classifica(2000/2001)                      | Posizione più alta |
| ------------------------------------------ | ------------------ |
| Germania                                   | 67                 |
| Irlanda                                    | 29                 |
| Italia                                     | 10                 |
| Svezia                                     | 29                 |
| Svizzera                                   | 61                 |
| Regno Unito                                | 17                 |
| Billboard Hot R&B/Hip-Hop Singles & Tracks | 41                 |
| U.S. Billboard Adult Contemporary          | 18                 |
| U.S. Billboard Hot Dance Music/Club Play   | 2                  |
| U.S. Billboard Hot 100                     | 75                 |